# Óbudai gáztározó tárórendszer

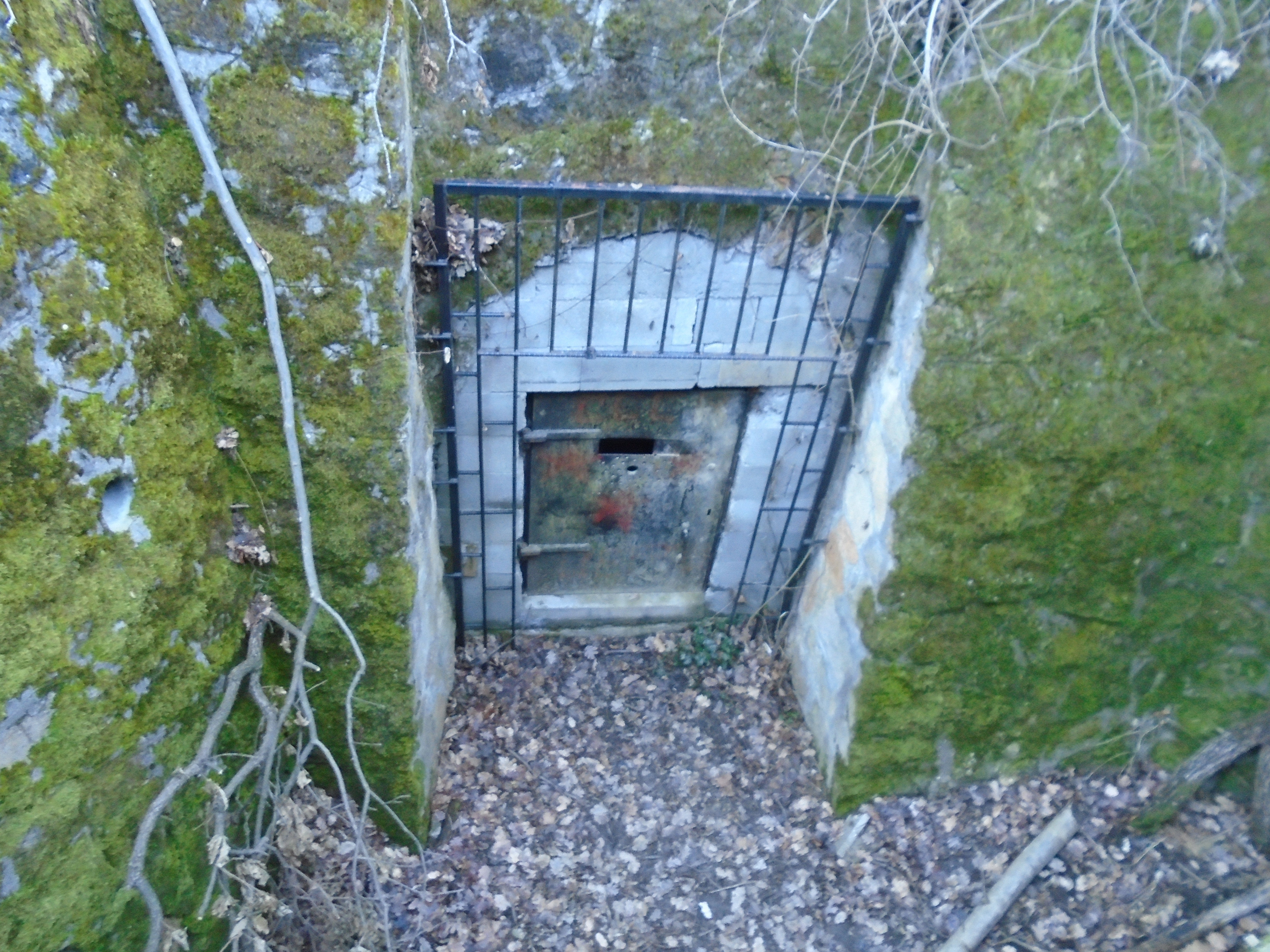
A gáztározó bejárata

Az óbudai gáztározó néven ismertté vált létesítmény egy tárórendszer, amely Budapest III. kerületében, a Tábor-hegy oldalában létesült, 278 méter tengerszint feletti magasságban, minden bizonnyal valamikor az 1950-es években. Létesítésének célja az volt, hogy ott stratégiai gáztartalékot lehessen tárolni, nagy nyomáson, a kőzetbe mélyesztett üregben kiképezett acél tartályokban. A létesítményt kísérleti jelleggel hozták létre, és sosem fejezték be; létezése sokáig államtitok volt, és a természetjárók előtt is csak a 2010-es évek elején vált ismertté. A tárórendszerből ágazik ki természetes eredetű képződményként a Királylaki-barlang.

## Létesítése
A gáztározóról Kovácsházy Frigyes az Építés- és Közlekedéstudományi Közlemények című folyóirat egyik 1960-as számában publikált egy cikket, amely a létesítmény létrejöttének előzményeiről és építésének céljairól szól. Írása szerint a hazai energiagazdálkodás a korábbi időszakban, a földgáz fokozottabb felhasználása érdekében egyre nagyobb térfogatú gáztárolók építését kezdte igényelni, és annak érdekében, hogy mérsékelni lehessen az ilyen tárolók magas acéligényét, Szász Frigyes főmérnök javaslata nyomán – kísérleti céllal – olyan gáztároló létesítmény építésébe fogtak, ahol az acél tartályt kőzetbe kívánták telepíteni, hiszen így a gáznyomás okozta terhelést leginkább a kőzet veszi fel, az acéllemez csak arra kell, hogy a gáz kiszivárgását megakadályozza.
Kovácsházy írása szerint a különleges feladat megfelelő helyet igényelt, melynek kiválasztása céljából igen részletes mérnökgeológiai kutatásokat kellett végezni, a szerkezeti megoldás kialakításával egyidejűleg pedig a méretezési eljárást is ki kellett dolgozni, mivel hasonló szerkezet idehaza még sohasem épült. A gáztartó elhelyezésére olyan helyet kerestek, ahol nagy szilárdságú, magas rugalmassági modulus értékkel bíró kőzet, állékony mészkő vagy dolomit áll rendelkezésre. Szalay Tibor geológus szakvéleménye alapján esett a választás a Tábor-hegy oldalára, mert az ottani szaruköves dolomit 200 méternél is vastagabb, így kiválóan alkalmasnak tűnt az erőhatások felvételére, továbbá azért, mert ott a műtárgy a karsztvízszint felett volt elhelyezhető – végső soron pedig azért is, mert igen közel van a felhasználás helyéhez, vagyis az Óbudai Gázgyárhoz. Kedvező volt a helyszín az elhelyezésre azért is, mert itt kelet-nyugati tájolás kínálkozott, a hegytömbben pedig a legtöbb törésvonal erre csaknem merőleges.
A létesítmény tényleges kialakításának kezdetekor derült ki, hogy a kőzetnek a bejárathoz közel eső tömege mállott, és csak a bejárattól mintegy 110 méterre kezdődik az összefüggő, nagyobb szilárdságú kőzettömb. Ebből fakadóan a tározó két majdani tartályának elhelyezésére szolgáló, henger alakú vágatokat úgy képezték ki – egymástól 26 méteres tengelytávolságra –, hogy azok ebbe az utóbbi kőzettömbbe kerüljenek. A kőzet a fejtés során általában állékonynak mutatkozott, de biztonsági okokból fa feszítőműves főtebiztosítást is alkalmaztak; a kőzet jövesztése robbantással történt. A betonbélést 28 cm vastag, egyenként 37 kg súlyú előregyártott beton idomokból építették, az így kialakított teljes körgyűrű belső átmérője 5230 mm volt. Az acéltartályok belső átmérőjét 5120 milliméterre tervezték, úgy, hogy a tartályok belsejébe bejutni csak egy-egy szűk búvónyíláson lehet.
Az elkészült objektumot mégsem vették használatba, felhagyták, létezése államtitoknak számított a 20. század második felében.
Helyette azt a megoldást alkalmazták a földgáz tárolására, hogy azokat a geológiai képződményeket, föld alatti üres tereket, ahonnan korábban kitermelték a földgázt, újra felhasználták tartályként, visszapumpálva oda a gázt.
Az első ilyen magyarországi létesítményt Őriszentpéter közelében helyezték üzembe 1960-ban, szinte egy időben a Tábor-hegyi kísérlet lezárásával.

## Felfedezése és kutatása
A nagy nyilvánosság 2011-ben, egy bulvárhíradásból értesült először arról, hogy egy fiatalember egy rejtélyes tárórendszerre bukkant a Tábor-hegy oldalában; ezt követően több sajtóorgánum foglalkozott a témával, videoriportok is készültek a helyszínen. Természetjárók, barlangászok egy kis része előtt már korábban is tudott volt a hely létezése, de széles körben nem volt ismert. Véletlenül rábukkanni szinte lehetetlen a táró bejáratára – megtalálni sem könnyű –, mert a környező turistautaktól távol esik, és csak egy szomszédos telekről vehető észre.
A tárórendszer bejárata a Királylaki út páros oldalán épült egyik, lakóparki ingatlan és az erdő határán található. Valószínű, hogy a terület korábban a Fővárosi Gázművek, az Óbudai Gázgyár, vagy e kettő valamelyikének jogelődje tulajdonában lehetett. Szabó Zoltán kutatásai szerint a kérdéses lakópark 2010-ben épült, a bejárat közvetlen környezete pedig arra utal, hogy a tulajdonos a tárót a telekhatáron kívülre kerítette, a bejárat épségét pedig egy támfallal óvta meg; így a bejárat csak az erdő felől közelíthető meg, ahova némi üggyel-bajjal, egy ingatag falétrán lehet lejutni. Korábban az alagút téglafallal volt lezárva – ennek a helyszínen csak nyomai láthatók –, jelenleg betonvas rács áll a táró szájában, a rácskapu átjárhatósága változó.
Az alagútrendszer három fő szakaszból áll; a közlekedő alagutak téglafalazással készültek, boltíves kivitelben, majd a folytatásban következik két, mintegy 5-5 méter átmérőjű, 90 méter hosszú, henger keresztmetszetű alagút: ezek feltehetőleg az első hazai metróépítésekkel egy időben, azonos technológiával készülhettek. A harmadik szakasz maga a gáztartály, amiből csak egy készült el, a második már nem, mint ahogy a töltést-ürítést szolgáló vezetékrendszer sem. Az alagútrendszer teljes hossza nagyjából 500 méter. A táró bejáratától mintegy 20 méterre északra egy bunkerszerű létesítmény is található, feltehetőleg ez egy második bejárata lett volna a tározónak, de az építését még a kezdeti stádiumban félbehagyták.

## Galéria

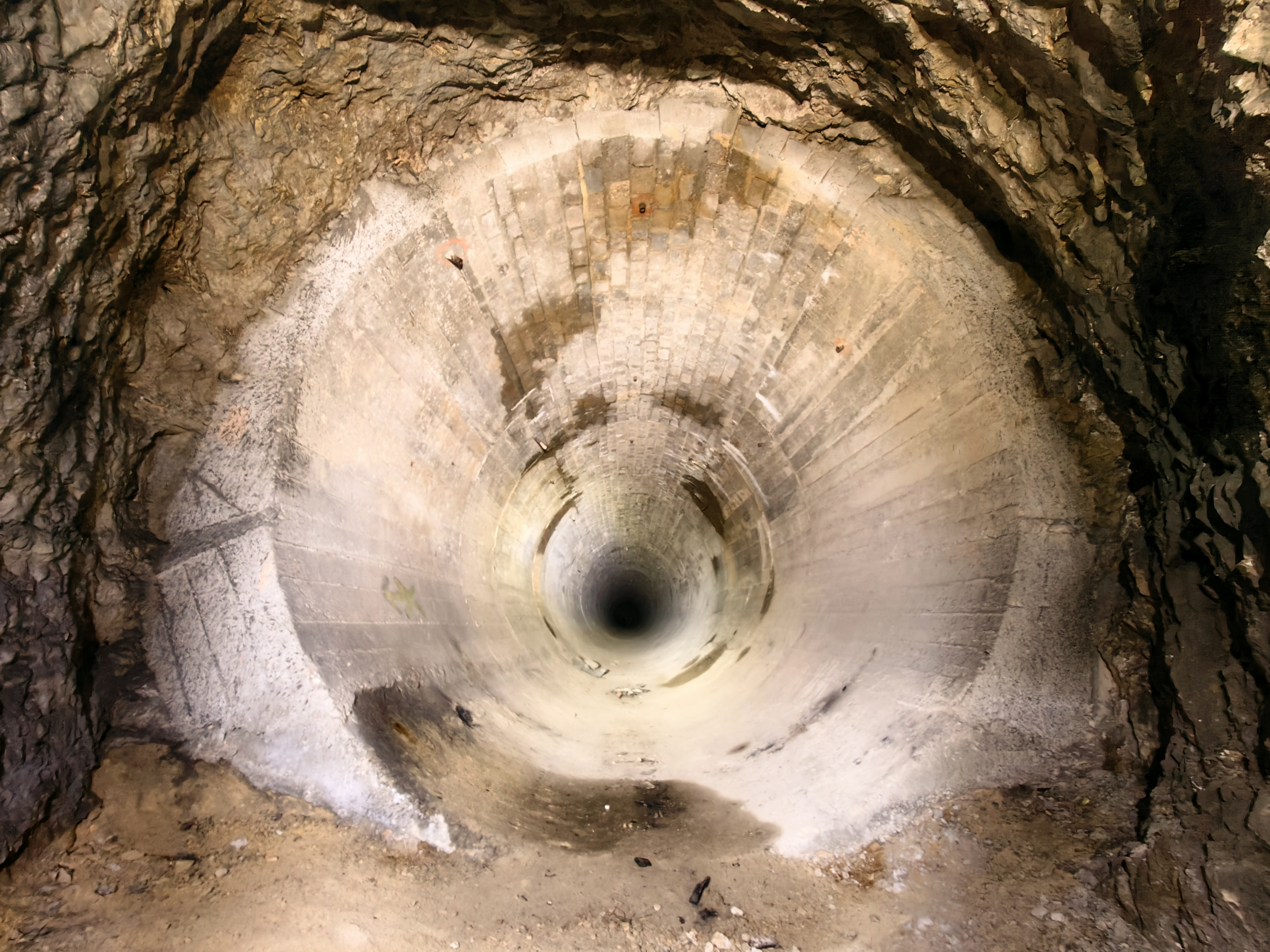
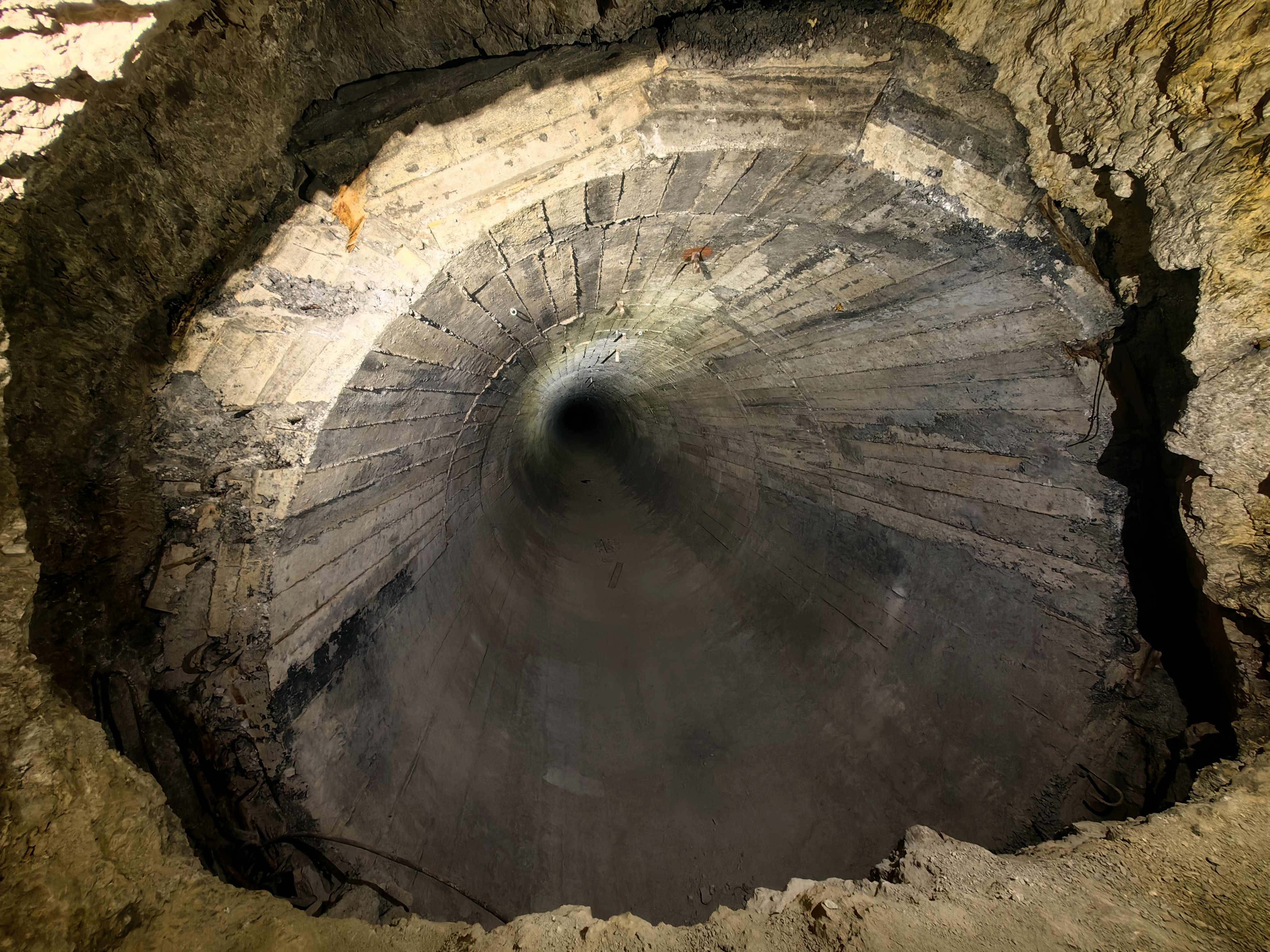
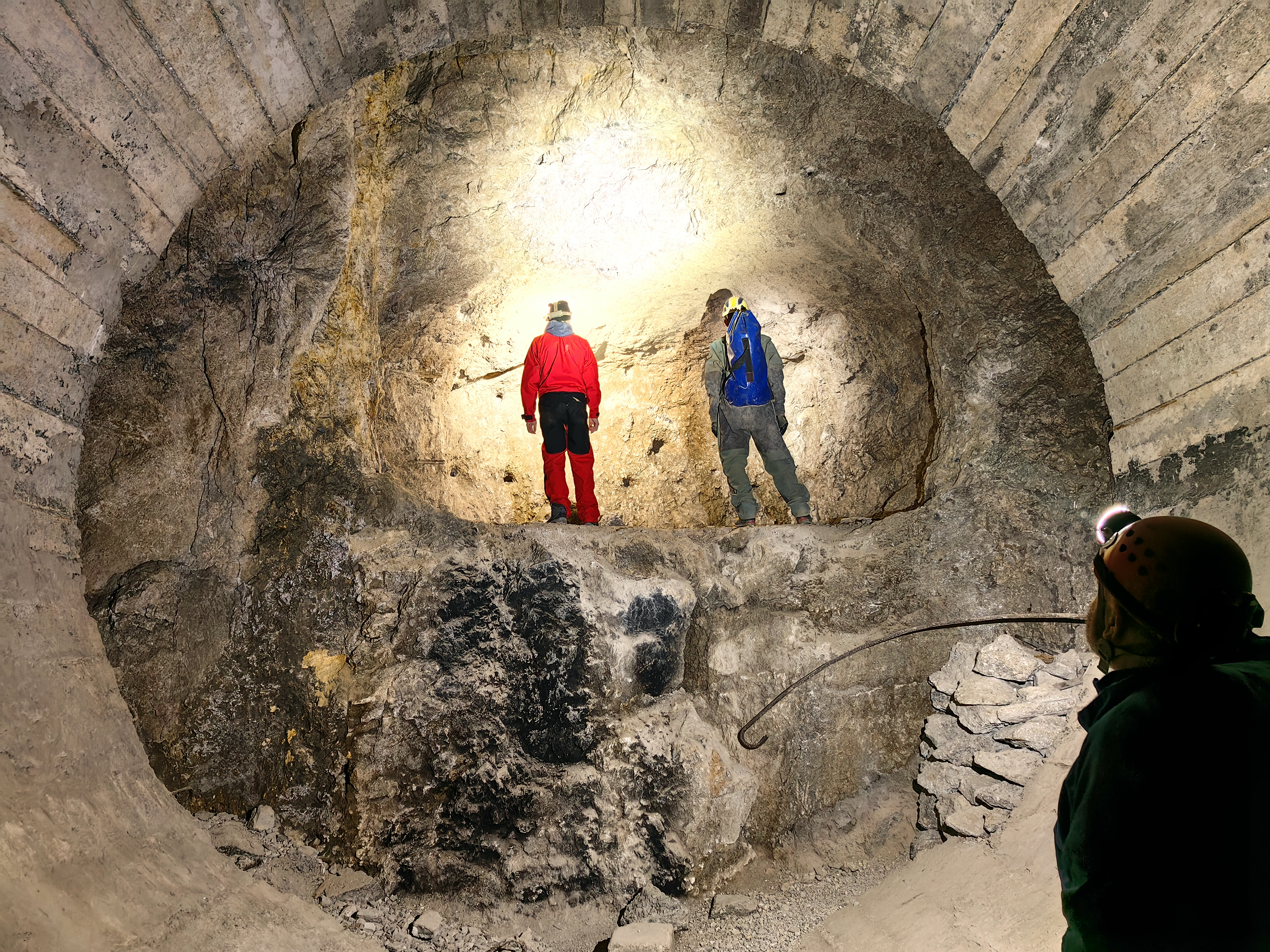
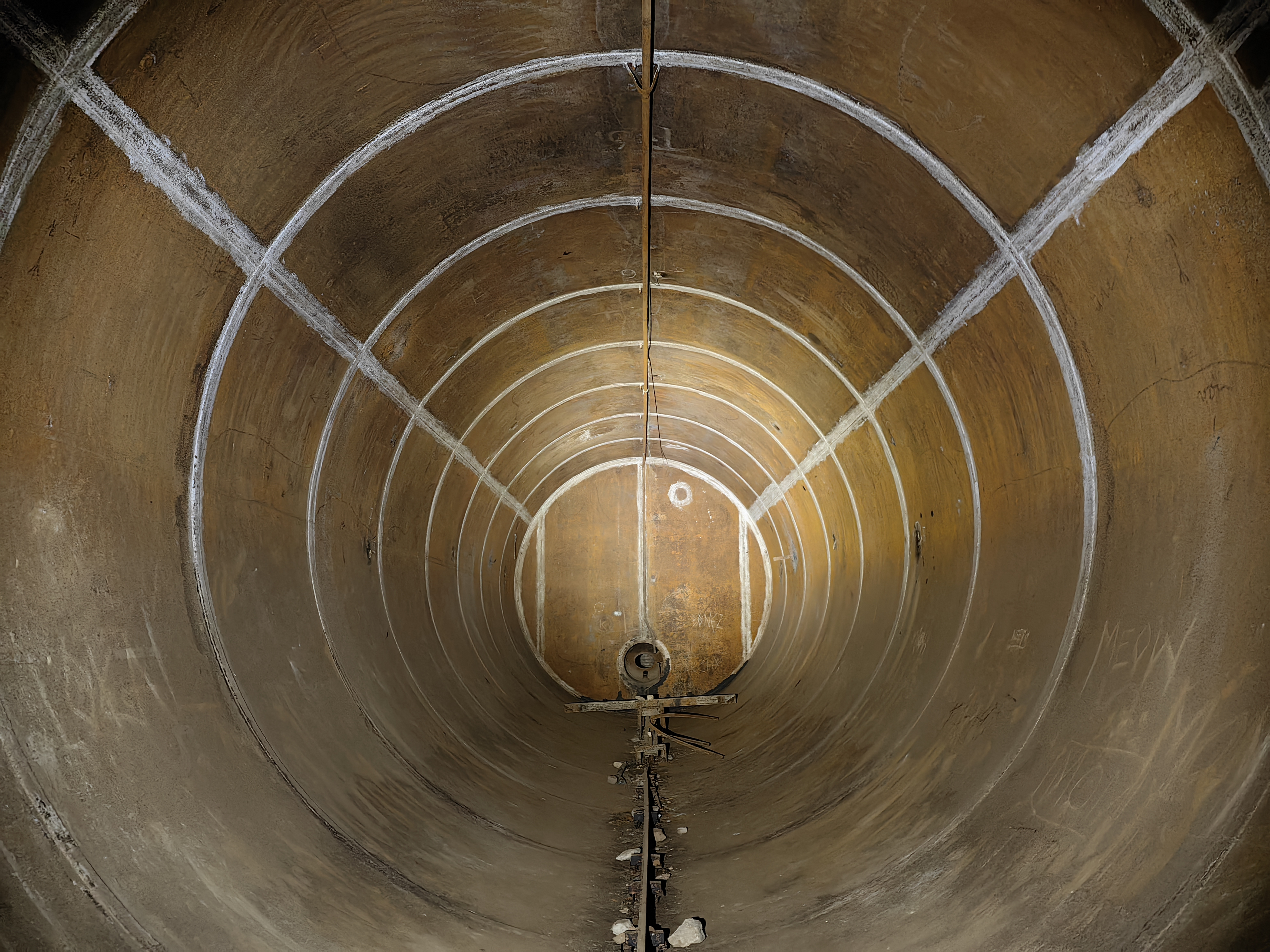

## Videóriportok a tárórendszer bejárásáról
- A farkas torkában (Óbudai Gáztározó - Királylaki barlang). YouTube.com, Hozzáférés: 2018. augusztus 31.
- Titokzatos beton- és kristályalagút Budán. Index.hu, 2014. április 12., Hozzáférés: 2018. augusztus 31.